# Gewahrsamslockerung
Von Gewahrsamslockerung spricht man im deutschen Strafrecht im Zusammenhang mit dem objektiven Tatbestand der Eigentumsdelikte, die die  Wegnahme einer fremden beweglichen Sache voraussetzen, insbesondere im Grundtatbestand des Diebstahls.
Die Wegnahme ist definiert als der Bruch fremden und die Begründung neuen Gewahrsams. Gewahrsam wiederum bedeutet die von einem natürlichen Herrschaftswillen getragene tatsächliche Sachherrschaft unter Berücksichtigung der Umstände des Einzelfalls und der Verkehrsanschauung. Teile der Literatur bezeichnen dieses Kriterium auch als sozial-normative Betrachtung.
Nach der Rechtsprechung des Bundesgerichtshofs gibt es für die Frage, wer an einem Gegenstand Gewahrsam hat, keine feste Regel. Gewahrsam ist zwar tatsächliche Sachherrschaft. Ob sie aber vorliegt, hängt vor allem von den Umständen des Einzelfalls und ihrer Beurteilung nach den Verkehrsanschauungen ab. Auf diese Weise lässt sich ein Gewahrsam unabhängig von der tatsächlichen Zugriffsmöglichkeit auf die Sache zuordnen, etwa dort, wo der Gewahrsamsinhaber nur nach Überwindung einer räumlichen Distanz auf die Sache zugreifen könnte. Fälle einer solchen Gewahrsamslockerung sind etwa der auf dem Feld abgestellte Pflug eines Landwirts oder ein am Straßenrand geparktes Fahrzeug. Nach der Verkehrsanschauung bzw. bei sozial-normativer Betrachtung genügt für die Wegnahme dieser fremden Sachen der Bruch des gelockerten Gewahrsams des Landwirts bzw. PKW-Eigentümers. Umgekehrt formuliert verlieren der Landwirt und der PKW-Eigentümer mit dem Abstellen der Fahrzeuge zwar jeweils die tatsächliche Sachherrschaft, weil sie sich räumlich von ihren Sachen entfernen. Die Wegnahme stellt nach der Verkehrsanschauung bzw. sozial-normativ betrachtet aber dennoch einen Diebstahl dar.
Eine Gewahrsamslockerung liegt auch vor, wenn zwar nicht die Sachherrschaft, wohl aber die faktische Zugriffsmöglichkeit mit Willen des Gewahrsamsinhabers bei einem Dritten liegt. So sind Angestellte im Verhältnis zum Ladeninhaber zwar nur Gewahrsamsgehilfen ohne eigenständige Gewahrsamsposition. Beim Ladendiebstahl wird jedoch der insofern gelockerte Gewahrsam des Inhabers an der weggenommenen Ware gebrochen.
Dies gilt auch dann, wenn die Lockerung des Gewahrsams auf eine Täuschung des Täters zurückzuführen ist wie beim Trickdiebstahl. Diebstahl ist gegeben, wenn die Täuschung lediglich dazu dienen soll, einen gegen den Willen des Berechtigten gerichteten eigenmächtigen Gewahrsamsbruch des Täters zu ermöglichen oder wenigstens zu erleichtern. Dagegen liegt Betrug vor, wenn der Getäuschte auf Grund freier nur durch Irrtum beeinflusster Entschließung Gewahrsam übertragen will und überträgt. Denn in diesem Fall wirkt sich der Gewahrsamsübergang unmittelbar vermögensmindernd aus.